# 順性院
順性院（じゅんしょういん、元和8年（1622年） - 天和3年7月29日（1683年9月19日））は、江戸幕府3代将軍徳川家光の側室。甲府宰相・徳川綱重の生母。6代将軍徳川家宣の祖母。通称は夏。父は京都の町人の弥市郎と言い、娘の夏が家光の子を出産したことで士分に出世、はじめ岡部八左衛門重家、のち藤枝重家と改名した。弟は藤枝方孝。

## 生涯
夏は元々徳川家光の正室・鷹司孝子付の女中で「御末」という将軍お目見え以下の役職だったが、将軍が大奥で入浴する際に世話をする「御湯殿」を任せられ、その際家光の手がつき懐妊する。
だが、夏が懐妊した年はちょうど家光の厄年で、家光は産まれてくる子に災厄がかからないようにと姉の天樹院（千姫）と相談し、天樹院を夏の子の養母とすることを決めた。やがて夏は天樹院の住居である竹橋御殿へと移り、正保元年5月24日（1644年6月28日）、竹橋御殿にて男児を出産した。幼名は長松（祖父・秀忠の幼名）と名付けられた。後の甲府宰相徳川綱重である。慶安4年4月20日（1651年6月8日）、家光が死去すると、夏は落飾して順性院と名乗るようになった。順性院は天和3年7月29日（1683年9月19日）、この世を去った。同じく家光側室だった桂昌院とは犬猿の仲だったと言われる。
順性院の死から26年経って5代将軍綱吉が嗣子無く没し、徳川綱重の子である家宣が将軍になった。また、家宣の子で順性院の曾孫に当たる徳川家継も7代将軍に就任している。家宣の実弟・松平清武は後年、館林藩主となり甥の家継を補佐することになる。
実家の藤枝家は4,500石の旗本として順性院の死後も存続したが、天明5年（1785年）に藤枝教行（藤枝外記）が遊女・綾衣と餌指の家で心中した事が露見し、改易処分となった。

## 関連作品
漫画
- よしながふみ『大奥』（白泉社）※男女逆転設定

テレビドラマ
- 徳川の夫人たち（1967年・テレビ朝日、演：小川知子）
- 服部半蔵　影の軍団（1980年・関西テレビ、演：渡辺やよい）
- 大奥（1983年・関西テレビ、演：佐藤万理→小沢寿美恵）
- 葵 徳川三代（2000年・NHK大河ドラマ、演：石川瞳）
- 大奥〜第一章〜（2004年・フジテレビ、演：野波麻帆）
- 大奥〜誕生［有功・家光篇］（2012年・TBS、演：市川知宏）※男女逆転設定

映画
- 大奥 百花繚乱（2008年・エスピーオー、演：弥香）お夏の方をモデルにした登場人物として、お夏ではなくお春という名前で登場している。